# 山門敬弘
山門敬弘（やまと　たかひろ、1972年 - 2009年7月20日）は日本のライトノベル作家。

## 経歴
2001年に第13回ファンタジア長編小説大賞で『風の聖痕』（応募時タイトルは『風に祈りを』）が準入選作となり、2002年1月より富士見ファンタジア文庫から同作がシリーズ作品として刊行、2007年にはアニメ化などのメディアミックス展開が行われた。しかし、2007年には自身が白血病との闘病中であることを明かし、一時は退院したことを発表するなど、経過を『風の聖痕』のあとがきに記していたが、その後、同作が未完のまま2009年7月20日に病没した。享年37。
なお、死因については病死であるとしか公表されておらず、生前に公表していた闘病生活との関連性は明らかにされていない。いつごろから病を患っていたのかは定かではないが、『風の聖痕』2巻のあとがきでは「大幅に締め切りを破ってしまった」「一文をこねくり回して一日を終える」「三巻はいつごろになるかはわからない」と書かれている。以後も五ヶ月以上の月日を得て続巻が出されており、あとがきには自分が遅筆作家であることをたびたび述べている。「煉君の受難」のあとがきにて病気療養中であることを明かし、「昨年は殆ど入院しっぱなし」「あとがきを書いている今も入院している」「骨髄バンクにドナー登録なんかしていただけると喜びのあまりに執筆速度が上がったりするかも」と述べている。なお、同巻では療養中の身であるため「アニメ製作にはまったく関わっていない」とも述べていた。
自分の死期を予感させるような文章を載せており「またお会いできることを（かなり切実に）祈って」「アニメは確実に完結する」と書かれている。その後もあとがきには同様の文章が記載されている。

## 作品
- 『風の聖痕』シリーズ（富士見ファンタジア文庫・富士見書房刊）